# Dreamland站
Dreamland站（日语： dorīmurando eki），是日本一個已拆除的鐵路車站。位於神奈川縣橫濱市戶塚区橫濱Dreamland旁，是Dreamland線的終點站。1966年5月2日隨著線路開通而開通，1967年9月27日隨線路暫停營運而關閉。2003年隨著路線廢止而拆除。

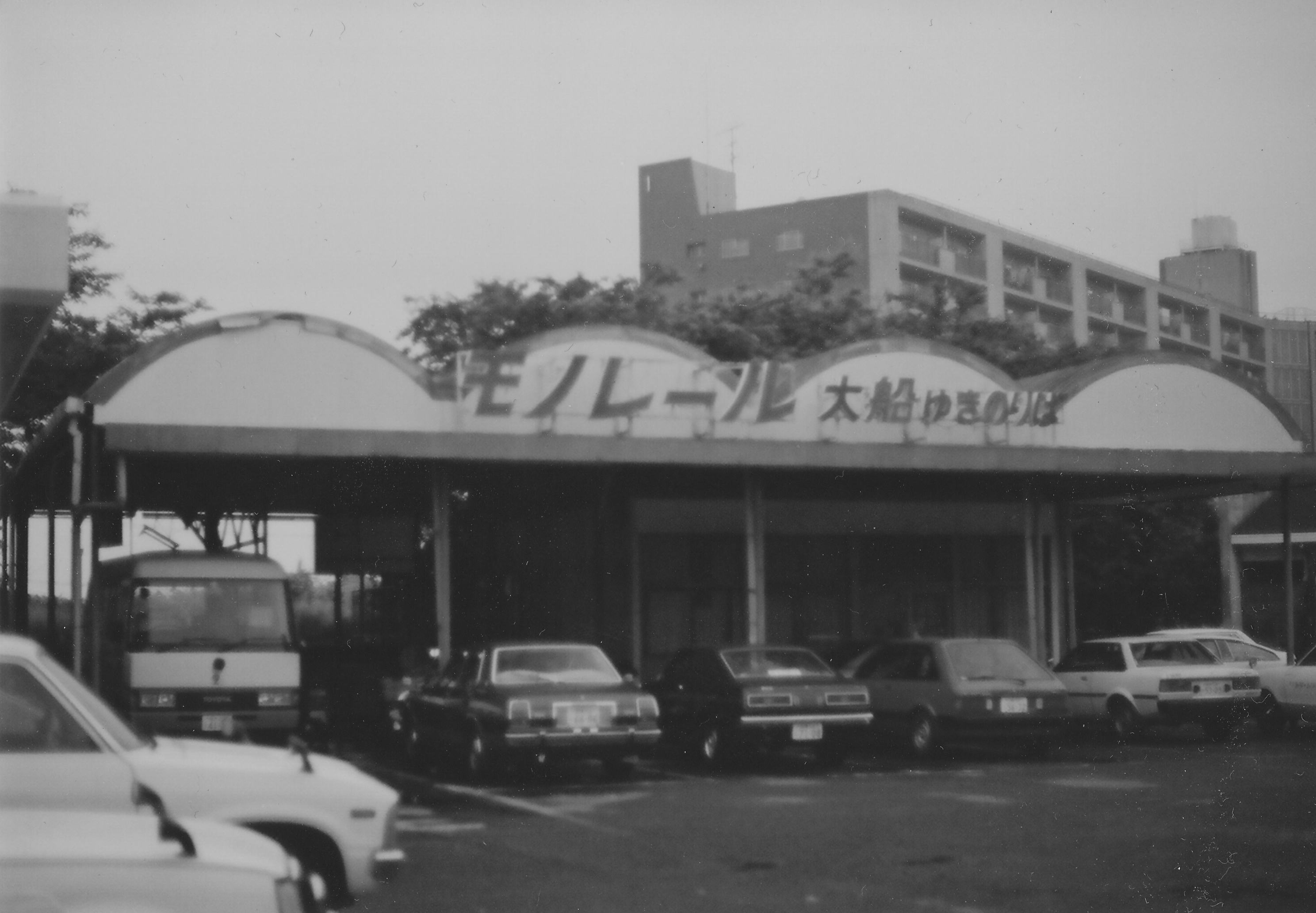
1984年攝，已關閉的站房